# كارل فيرنر
كارل فيرنر (بالألمانية: Karl Werner)‏ (21 يوليو 1966 - ) هو لاعب كرة قدم ألماني في مركز الدفاع. لعب مع فورتونا دوسلدورف ونادي سانت باولي وVfL Frohnlach ‏ وSpVgg Bayreuth ‏ واينتراخت ترير 05 ‏.

## وصلات خارجية
- كارل فيرنر على موقع قاعدة بيانات كرة القدم.إي يو (الإنجليزية)
- كارل فيرنر على موقع بيانات كرة القدم. دي إي (الألمانية)